# 330 (số)
330 (ba trăm ba mươi) là một số tự nhiên ngay sau 329 và ngay trước 331.